# Martin-Niemöller-Schule
Die Martin-Niemöller-Schule ist ein Gymnasium in Wiesbaden. Es ist benannt nach dem evangelischen Pfarrer Martin Niemöller. In die Schlagzeilen ist die Schule im Dezember 2007 geraten, als das Gebäude infolge von Brandstiftung eines Schülers weitgehend ein Opfer der Flammen wurde.

## Geschichte
1847 entstand mit der Höheren Töchterschule am Luisenplatz die erste Vorgängerschule der späteren Martin-Niemöller-Schule. 1901 zog sie in das von Felix Genzmer erbaute Schulgebäude am Schlossplatz um. Im Zweiten Weltkrieg erlitt das Schulgebäude schwere Beschädigungen; die Schule wurde dann nach 1945 als Realgymnasium wiedereröffnet und erhielt den Namen Helene-Lange-Schule.
1974 wurde die Oberstufe als „Oberstufengymnasium am Moltkering“ ausgegliedert und zog in einen Neubau an der Bierstadter Straße um. Die Schule war in der Folge geprägt von einem Streben nach einer Bildungsreform, das von politisch aktiven und der 68er-Bewegung zuzurechnenden Lehrern und Schülern getragen wurde. In den 1980er Jahren erfolgte eine zunehmend stärkere Betonung des Leistungsprinzips, was allerdings innerhalb der Schule zu teils heftigen Kontroversen führte. Auf Initiative der Schüler erfolgte 1987 die Umbenennung in Martin-Niemöller-Schule, in Gedenken an den evangelischen Widerstandskämpfer und Wiesbadener Ehrenbürger; die Einrichtung kooperiert seither auch mit der Niemöller-Stiftung. Die Schule wurde in das privatwirtschaftliche bundesweite Förderprogramm für die Fächer Mathematik, Informatik, Naturwissenschaften und Technik (MINT-EC) aufgenommen. Die gestiegenen Leistungsanforderungen führten dazu, dass im Jahr 2007 rund ein Drittel der Schüler der 11. Klasse die Prüfungen nicht mehr bestand.
Am 20. Oktober 2007 entschied das Lehrerkollegium auf Antrag der Rektorin mit knapper Mehrheit, das Oberstufengymnasium in ein reguläres Gymnasium ab der 5. Klasse umzuwandeln. Der Antrag, der daraufhin an die Stadt Wiesbaden gestellt wurde, wurde jedoch abgelehnt. Allerdings entschied Kultusminister Ralph Alexander Lorz im September 2014, dass sich die Martin-Niemöller-Schule in ein G9-Gymnasium umwandeln dürfe. Die Umwandlung in ein Vollgymnasium erfolgte mit dem Schuljahr 2015/16.

## Brand
In der Nacht zum 24. Dezember 2007 brach ein 18-jähriger Schüler des Gymnasiums gemeinsam mit einem 16-jährigen Mitschüler in das Gebäude ein. Im Sekretariat zündete er dann den dortigen Aktenschrank an. Der Schüler wurde gefasst und erklärte im Verhör, er habe lediglich seine Schulakten vernichten wollen, die seine schlechten Noten dokumentierten. Der Brand griff allerdings auf das gesamte Gebäude über und verursachte Sachschäden in Höhe von mehreren Millionen Euro. Die Explosion von Rauchgasen während der Löscharbeiten führte dazu, dass das Gebäude zeitweise einsturzgefährdet war.
Anfang 2008 wurde beschlossen, das ehemalige Rotaprint-Gebäude in der Homburger Straße in der Nähe des Künstlerviertels, ein früheres Asylbewerberheim, als Ausweichstandort der Schule zu nutzen. Zuvor waren sie nach den Weihnachtsferien provisorisch auf andere Wiesbadener Oberstufen verteilt worden.
Nach 16 Monaten Bauzeit wurde der Neubau am alten Standort Bierstadter Straße zum Schuljahresbeginn 2011/12 bezogen.

## Profil
Die Schule umfasst derzeit circa 670 Schüler der Klassen fünf bis zehn (die Klassen werden nicht mit „a“, „b“ oder „c“ gekennzeichnet, sondern mit „1“, „2“, „3“ usw.) sowie elf bis dreizehn und rund 50 Lehrkräfte. Seit dem Schuljahr 2018/19 gibt es 5 Klassen pro Jahrgang. Der Anteil ausländischer Schüler beträgt 16 Prozent. Sie bietet Schüleraustauschangebote mit dem Lycée René Cassin in Montfort-sur-Meu an. Des Weiteren beteiligt sich die Einrichtung am Modellversuch IMMIS zur Medienerziehung und an der Initiative Schulen ans Netz.

## Ehemalige Schüler
- Nadine Ruf (* 1978), Politikerin (SPD)